# Gazella
Gazella de Blainville, 1816 è il genere che comprende il maggior numero di specie della sottofamiglia degli Antilopini.

## Descrizione
A questo genere appartengono le specie di gazzelle più piccole, dal peso che si aggira sui 15-32 kg, con il corpo e le zampe snelli e il dorso diritto oppure leggermente più alto alla groppa. Le corna, presenti in genere in entrambi i sessi, hanno lunghezza variabile, e possono essere quasi diritte, oppure arcuate a forma di S, e solcate da profondi corrugamenti. Il capo è piccolo, con il muso sottile; gli occhi sono piuttosto grandi, le ghiandole facciali sono ben sviluppate e molto infossate. Il colore del mantello è in genere uguale in entrambi i sessi.

## Distribuzione e habitat
Vivono nel Nordafrica, in Medio Oriente, nell'Asia centrale e nel Subcontinente indiano, in zone desertiche o semidesertiche, steppe con erba corta o intervallate da boschi e nel folto delle macchie; la loro alimentazione è costituita da erbe, tuberi, foglie, bacche e germogli.

## Biologia
Le popolazioni comprendono maschi territoriali, almeno durante la stagione riproduttiva, gruppi di femmine con la prole e gruppi di maschi scapoli non territoriali. Migrano seguendo i ritmi stagionali della vegetazione e del clima, formando grosse aggregazioni di animali di ambo i sessi durante la stagione invernale o secca. I picchi riproduttivi coincidono con il fiorire della vegetazione in primavera o alle prime piogge. Si nutrono in modo misto, ma in prevalenza brucano.

## Specie
Il genere Gazella comprende in tutto undici specie, sette asiatiche e quattro africane; due di esse, però, sono recentemente scomparse:
- Gazella arabica (Lichtenstein, 1827) - gazzella d'Arabia;
- Gazella bennettii (Sykes, 1831) - gazzella indiana;
- Gazella bilkis Groves e Lay, 1985 † - gazzella dello Yemen;
- Gazella cuvieri (Ogilby, 1841) - gazzella di Cuvier;
- Gazella dorcas (Linnaeus, 1758) - gazzella dorcade;
- Gazella gazella (Pallas, 1766) - gazzella di montagna;
- Gazella leptoceros (F. Cuvier, 1842) - gazzella bianca;
- Gazella marica Thomas, 1897 - gazzella delle sabbie;
- Gazella saudiya Carruthers e Schwarz, 1935 † - gazzella saudita;
- Gazella spekei Blyth, 1863 - gazzella di Speke;
- Gazella subgutturosa (Güldenstädt, 1780) - gazzella subgutturosa.